# Compañía del Ferrocarril Central de Aragón
La Compañía del Ferrocarril Central de Aragón (CA) fue una empresa ferroviaria española que operó varias líneas férreas en Aragón y Levante durante el primer tercio del siglo XX. La sociedad fue constituida en 1894 por un grupo de capitalistas belgas con el objetivo de construir la línea Calatayud-Valencia, que entre otras coass permitió la llegada del ferrocarril a buena parte de la provincia de Teruel. Desde la década de 1920 se convirtió en una filial de la Compañía de los Caminos de Hierro del Norte de España, si bien mantuvo su independencia hasta la creación de RENFE en 1941.                                                        

## Historia

### Fundación
Ya en la década de 1870 se propuso la construcción de una línea férrea que uniera Calatayud con Teruel y Sagunto, alcanzando el Mediterráneo. Hubo varios proyectos durante las siguientes décadas y el Estado llegó a conceder subvenciones económicas, si bien ninguno llegó a materializarse. Será en 1894 cuando finalmente un grupo de empresarios belgas se interese por este proyecto ferroviario y, tras recibir una concesión del Estado, dieran comienzo a la construcción de la línea. En ese contexto, se produjo la constitución de la Compañía del Ferrocarril Central de Aragón, fundada en 1894. La nueva empresa contaba con un capital social de veinte millones de pesetas. Durante los siguientes años continuaron los trabajos de construcción. Para agosto de 1901 los trenes ya pudieron circular a lo largo de toda la línea, de 295 km de longitud. A comienzos del siglo XX la dirección del «Central de Aragón» llegó a proponer a la Compañía Minera de Sierra Menera construir un ramal ferroviario desde sus minas a la estación de Santa Eulalia, para que el mineral fuera transportado hasta Sagunto a través de su línea. Los directivos de Sierra Menera, si bien inicialmente sopesaron esta posibilidad, terminarían rechazándola y decidieron construir un ferrocarril propio de vía estrecha paralelo a la línea Teruel-Sagunto.

### Explotación y desarrollo
En abril de 1913 la compañía adquirió el ferrocarril de Cariñena a Zaragoza, de vía estrecha, que atravesaba una difícil situación económica.

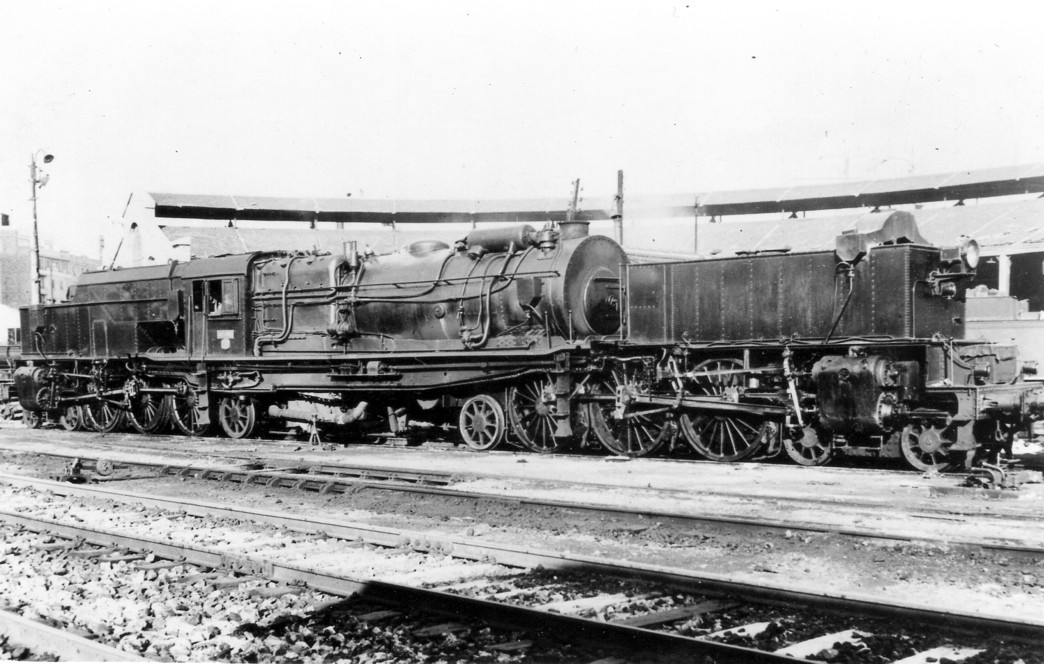
Una de las locomotoras «Garrat» del Ferrocarril Central de Aragón.

Finalizada la construcción de la línea Calatayud-Teruel-Valencia, la compañía se centró en su explotación. Este ferrocarril presentaba varias particularidades. Una de ellas era que la vía se asentaba sobre traviesas metálicas, algo que se debía a la influencia belga, ya que en la Bélgica de finales del siglo XIX se adoptó este tipo de traviesa metálica para sus ferrocarriles. Fue este un detalle en el que se diferenció el «Central de Aragón» del resto de los ferrocarriles españoles. Otra de las particularidades era la orografía. 
Si bien inicialmente la línea ofrecía un perfil suave mientras seguía el curso del río Jiloca, a partir de Teruel existían numerosas rampas y pendientes de gran dificultad para las locomotoras. Estas circunstancias llevaron a la compañía a dotar esta línea con locomotoras tipo «Garrat», siendo una de las pocas líneas ferroviarias de España que contó con este tipo de material motor. Estas Garrat fueron encargadas en 1931 a las compañías Euskalduna y Babcock & Wilcox, de Bilbao, siendo entregadas al Ferrocarril Central de Aragón para su entrada en servicio a lo largo de los siguientes años. Serían estas máquinas las que pasaron al ideario popular como emblema de la compañía, al poder vérselas tirando de los pesados trenes que transitaban por el acentuado Puerto de Escandón.
A pesar de los problemas derivados de la Primera Guerra Mundial, el Central de Aragón logró capear la situación y mantener unas cuentas saneadas. En septiembre de 1926 la poderosa Compañía de los Caminos de Hierro del Norte de España adquirió la Compañía del Ferrocarril del Central de Aragón a los accionistas belgas, tras lo cual esta se convirtió en una filial de «Norte». Pero, a pesar del hecho de controlar al Central de Aragón, «Norte» no se la anexionó y la mantuvo formalmente independiente.

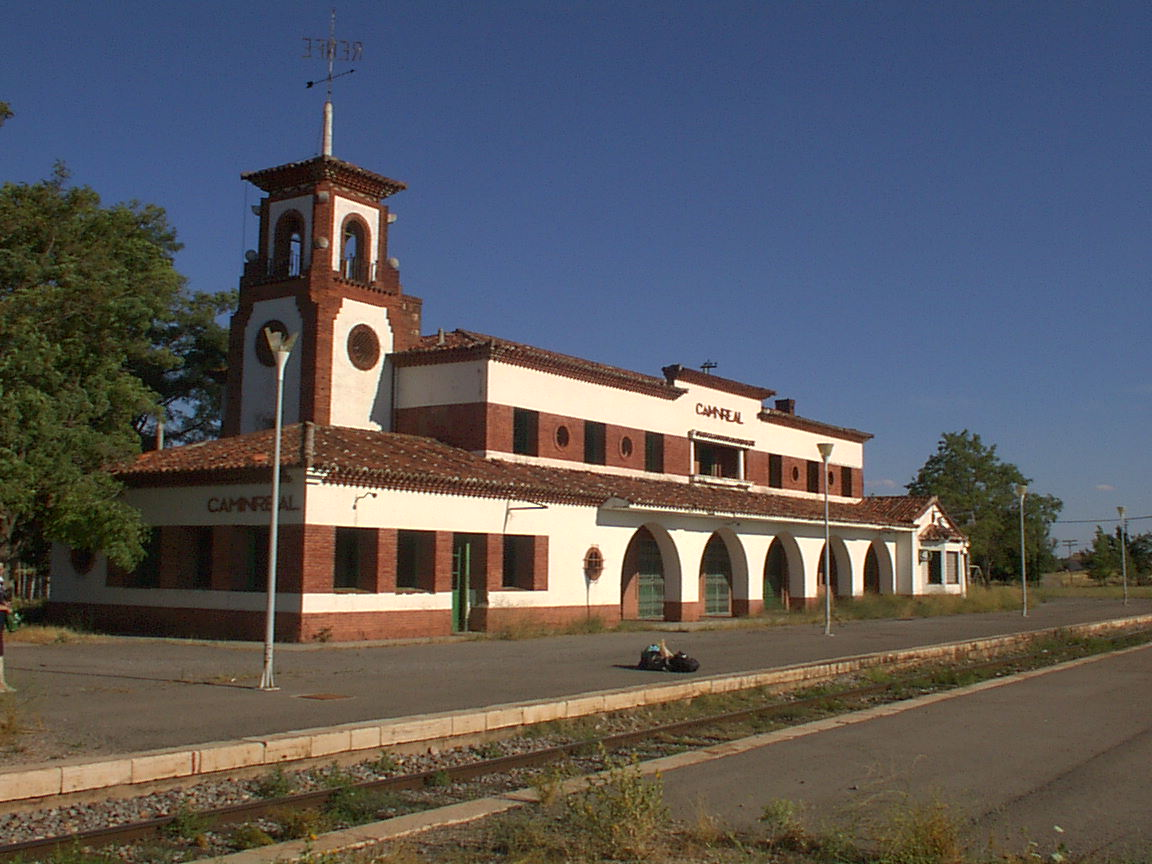
La estación de Caminreal.

En 1927 la compañía recibió del Estado una concesión para construir un ferrocarril que uniese Zaragoza con Caminreal. Para ello, la idea era aprovechar el trazado existente del ferrocarril de vía estrecha Cariñena-Zaragoza y construir una nueva vía de ancho ibérico. La nueva línea fue inaugurada oficialmente el 2 de abril de 1933, en medio de grandes celebraciones populares. La inauguración de este tramo suponía que las tres provincias aragonesas pasaran a estar comunicadas entre sí por ferrocarril. Existía la esperanza de que la nueva línea, de 123 km, se convirtiera en un corredor ferroviario Valencia-Zaragoza-Francia que acogiera el gran tráfico de exportación de la naranja de las huertas valencianas. Además, también atravesaba la región vitivinícola del Campo de Cariñena.
Sin embargo, esta esperanza se tornaría en una ilusión que duraría poco tiempo, porque el grueso de ese transporte de mercancías a Francia y más allá continuaría realizádose a través de los pasos fronterizos de Portbou e Irún.

### Guerra Civil y desaparición
Tras el estallido de la Guerra Civil, en julio de 1936, la red de la compañía quedó dividida en dos, estando las vías desde Zaragoza y Calatayud a Teruel bajo control de los militares sublevados, mientras que la zona al este de Teruel se mantuvo en zona republicana. El frente bélico discurrió junto al trazado ferroviario a lo largo de toda la guerra, especialmente durante las batallas de Teruel y, sobre todo, durante la campaña del Levante en 1938. Esto provocó graves destrozos en el trazado comprendido entre Teruel y Sagunto. Terminada la contienda, durante los siguientes años la compañía mantuvo una existencia económica difícil y hubo de emprender obras de reconstrucción todos los tramos afectados. En 1941, con la nacionalización de los ferrocarriles de ancho ibérico, su red pasó a integrarse en la recién creada RENFE.

## Red e instalaciones
La red básica de la compañía estaba constituida por la línea Calatayud-Valencia, cuya construcción se alargó varios años. Para 1902 ya estaba en servicio el trazado comprendido entre Calatayud, Teruel, Sagunto y Valencia. En la capital valenciana se construyó la monumental estación de Valencia-Alameda, inaugurada también en 1902. En dicha estación se encontraba una sub-sede de la Compañía del Ferrocarril Central de Aragón, dependiente de la sede central de la empresa en Madrid.
Otras estaciones importantes de la línea fueron las de Sagunto-Anfiteatro, la de Puerto Escandón y la de Teruel. A través de la estación de Calatayud-Jiloca existía una conexión con la importante línea Madrid-Zaragoza, de la compañía MZA. A partir de 1929 también estuvo enlazada en Calatayud con el llamado ferrocarril Santander-Mediterráneo, que llegaba hasta Soria y Burgos. La construcción en 1930-1933 de la línea Caminreal-Zaragoza conllevó también la edificación de una serie de nuevas estaciones para servir al nuevo trazado, cuyo diseño recayó en los arquitectos Luis Gutiérrez Soto y Secundino Zuazo. En la capital aragonesa se levantó la modernísima estación de Zaragoza-Delicias, obra de Gutiérrez Soto. Por su parte, la estación de Caminreal se convirtió con la inauguración del nuevo tramo en una importante bifurcación ferroviaria.

## Actividad económica
La Compañía explotadora no tuvo mal desarrollo económico, aún dentro de la modestia de sus negocios. Los trenes que circulaban por su línea solían ser con mayor frecuencia trenes mineros y de mercancías que trenes de viajeros. Para bien entrado el siglo XX los accionistas belgas de la compañía habían ido vendiendo sus participaciones, las cuales, en su totalidad o mayor parte, pasaron a manos de la hegemónica Compañía de los Caminos de Hierro del Norte de España. La explotación del Central de Aragón se mantuvo con buenos resultados económicos hasta la década de 1930,  si bien estos serían aún mejores en la última época de existencia para la compañía. 
En la siguiente tabla se muestran los resultados económicos de la empresa:

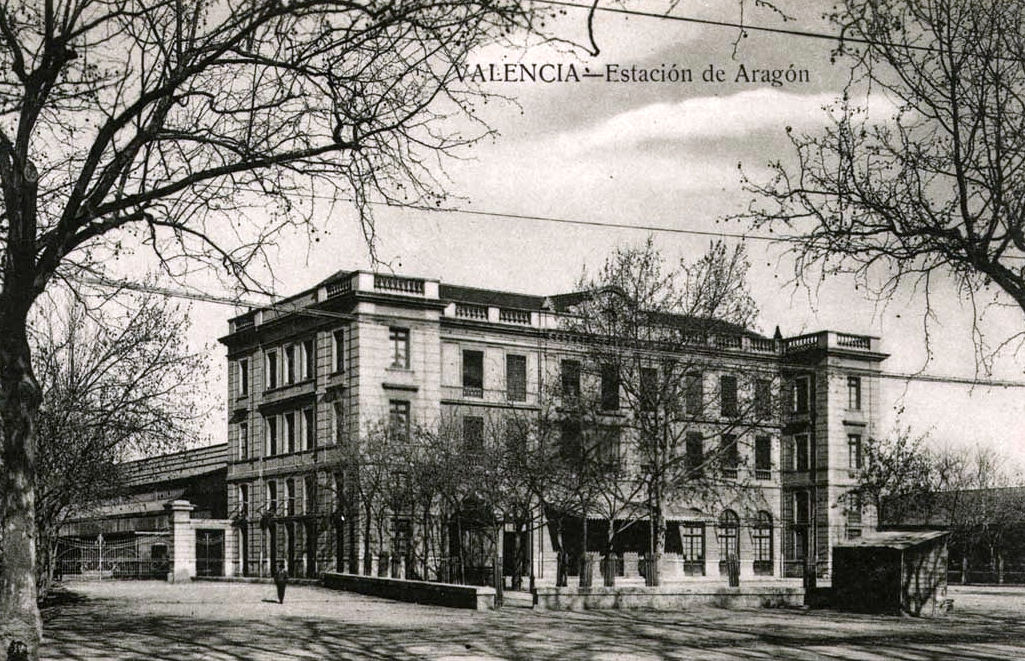
La estación de Valencia-Alameda, fotografiada en fecha desconocida.

| Años | Ingresos            | Gastos              | Coeficiente de Explotación |
| 1902 | 2.091.832 ptas.     | ?                   | ?                          |
| 1907 | 3.921.672 ptas.     | ?                   | ?                          |
| 1911 | 3.734.786 ptas.     | 1.786.814,84 ptas.  | 47,84%                     |
| 1913 | 4.471.193 ptas.     | 2.528.579,09 ptas.  | 56,55%                     |
| 1918 | 7.104.663,20 ptas.  | 4.693.149,46 ptas.  | 66,06%                     |
| 1921 | 8.433.914,21 ptas.  | 6.430.301,58 ptas.  | 76,24%                     |
| 1925 | 9.171.511,52 ptas.  | 5.415.426,39        | 59,04%                     |
| 1935 | 16.332.404,66 ptas. | 12.242.564,00 ptas. | 74,96%                     |
| 1940 | 19.811.314,87 ptas. | 15.254.129,19 ptas. | 76,99%                     |